# Deyeng
Deyeng is een bestuurslaag in het regentschap Kediri van de provincie Oost-Java, Indonesië. Deyeng telt 6579 inwoners (volkstelling 2010).